# Wickham, Berkshire
Wickham är en ort i Storbritannien.   Den ligger i kommunen West Berkshire i riksdelen England, i den södra delen av landet, 90 km väster om huvudstaden London. Wickham ligger 149 meter över havet och antalet invånare är 1 958.
Terrängen runt Wickham är platt. Runt Wickham är det ganska tätbefolkat, med 239 invånare per kvadratkilometer. Närmaste större samhälle är Newbury, 8,8 km sydost om Wickham. Omgivningarna runt Wickham är en mosaik av jordbruksmark och naturlig växtlighet.